# Monasterio de San Vicente el Real

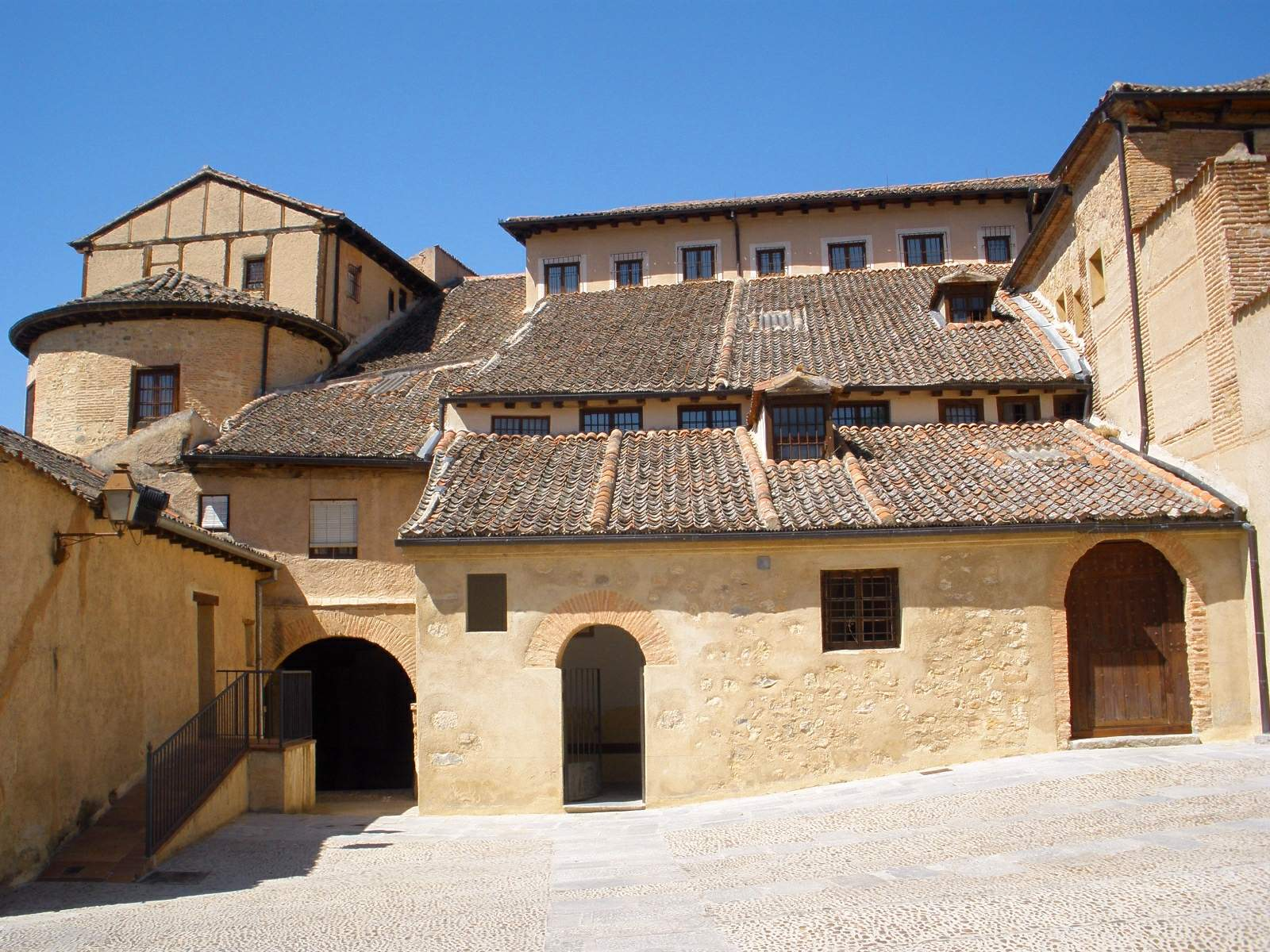
El monasterio de San Vicente el Real de las monjas cistercienses.

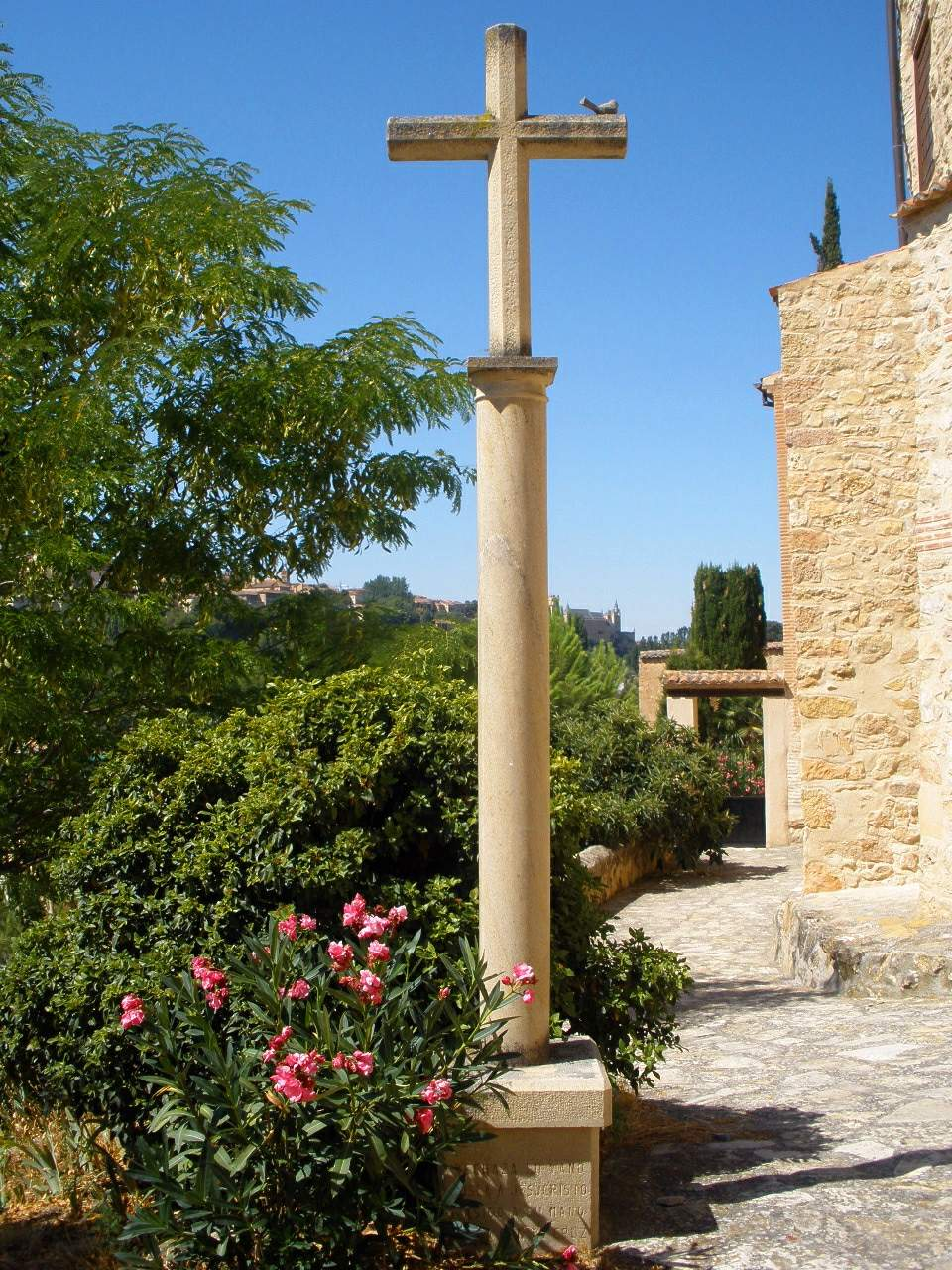
Jardín y la cruz en el monasterio de San Vicente el Real (Segovia).

El Monasterio de Santa María y San Vicente el Real es un monasterio de clausura de las monjas de la Orden del Císter que está situado en el barrio de San Lorenzo, extramuros de la ciudad de Segovia, en la comunidad autónoma de Castilla y León, en España, a orillas del río Eresma, en un paisaje de gran belleza, en pronunciada pendiente lo que condiciona una acusada diferencia de niveles entre las distintas dependencias monásticas.
De orígenes inciertos sumidos en la leyenda, su filiación a la Orden del Císter en el año 1156 no tiene otro apoyo que la inscripción que recorre el templo a modo de friso, bajo las líneas de las ventanas y que, renovada en 1676, sin duda reproduce otra anterior, probablemente de los últimos decenios del siglo XV.
El conjunto monacal es hoy el resultado de al menos tres etapas constructivas: 
- De la primera fábrica tardo-románica sólo se conserva el ábside de la primitiva iglesia y parte de la nave.
- La segunda etapa constructiva se desarrolla en la Baja Edad Media prolongándose hasta el siglo XVI. Es el siglo XV el período de renovación más importante del conjunto monástico, que afectó al menos a la iglesia, al claustro y edificios conventuales.
- La tercera etapa se corresponde con la reconstrucción que se inicia tras los incendios de la segunda década del siglo XVII, en la que es fundamental la intervención de Pedro de Brizuela.

A partir de los siglos XVIII y XIX las actuaciones en el monasterio no han cesado, hasta llegar a la imagen actual del conjunto, resultado de la superposición de distintas fábricas a lo largo de toda la vida del monasterio.
El monasterio estuvo habitado por monjas cistercienses de clausura que vivían de su huerta y de la venta de flores.
En verano de 2022 el Monasterio cerró sus puertas tras más de diez siglos de presencia en Segovia de la Orden del Císter, y las cinco monjas que quedaban fueron trasladas al Santuario de Nuestra Señora de los Peligros, ubicado muy cerca del Paseo de la Castellana en Madrid. Sor Presentación se convirtió en la última abadesa en el monasterio segoviano.